# Weeshuis van de hits
Het Weeshuis van de hits was een radioprogramma van de KRO, dat van 11 oktober 1981 tot en met 29 december 1991 op de Nederlandse radiozender Hilversum 3, later Radio 3 uitgezonden werd. Het programma werd gepresenteerd door Peter van Bruggen en het (fictieve) weesjongetje Morrison, wiens identiteit niet werd prijsgegeven.
In een interview in het radioprogramma Theater van het sentiment op 18 november 2010, gaf Van Bruggen ten slotte toe dat Morrison zijn zoontje is.
Het programma werd vanaf 11 oktober 1981 op de woensdagmiddag van 13.30 tot 14.30 uur uitgezonden en vanaf oktober 1983 van 17.00 tot 18.00 uur, wat een gunstiger tijdstip voor het aantal luisteraars was. Vanaf oktober 1984 werd de vaste KRO-dag verplaatst naar de zondag en kreeg het programma uitzending op zondagmiddag van 12.00 tot 13.00 uur. Vanaf 1 december 1985 kreeg het programma 2 uur zendtijd, nu zondagmiddag van 13.00 tot 15.00 uur en kwam op de plaats van het verdwenen programma KRO-ORK.
De naam Weeshuis van de hits sloeg op de platen die werden gedraaid: "Er zijn songs die als hit worden geboren....maar d'r zijn er ook die door pappa en mamma in de steek zijn gelaten....is er nog hoop?". Presentator Peter van Bruggen bracht vervolgens platen "uit de kelder van het weeshuis" ten gehore.
De populariteit van het programma bereikte een hoogtepunt in 1984. Vanaf dat jaar konden luisteraars lid worden van het Weeshuis en werd het tijdschrift Weeshuisgids uitgegeven.
De programmajingle (gedubd over muziek van de lp The Myths and Legends of King Arthur van Rick Wakeman uit 1975) somde iedere aflevering altijd een reeks belangrijke "historische feiten" op, waaronder dat Rod Stewart in 1972 bij Dokkum vermoord zou zijn; tevens dat het programma in 1981 opgericht werd. Een ander onderdeel van het programma was het spelletje Zeg 's euh waar luisteraars aan mee konden doen. Het motto was: "Vijf seconden stil zijn is fataal en euh zeggen helemaal."
Het programma sneuvelde door de invoering van de horizontale programmering per zaterdag 4 januari 1992 door de AKN-omroepen, waar Station 3 uit ontstond. Volgens zendercoördinator en voormalig eindredacteur van het Weeshuis van de Hits, Paul van der Lugt, was niet de horizontale programmering de reden voor het staken van de uitzendingen, volgens hem was het programma "gewoon op".
De laatste keer dat het Weeshuis van de Hits op de nationale popzender van de Publieke Omroep te horen was, was op zondag 29 december 1991. Van Bruggen presenteerde op het nieuwe Station 3 een programma, waarin het spelletje "Zeg 's euh" centraal stond. Bij het ingaan van de nieuwe horizontale programmering op het vernieuwde Radio 3 per 5 oktober 1992, verhuisde hij naar de doordeweekse ochtend, waar hij voortaan iedere werkdag tussen 6:00 en 9:00 uur de ochtendshow The Breakfast Club mocht presenteren. Enkele onderdelen van het Weeshuis van de Hits, zoals het spelletje "Zeg 's euh", verhuisden mee, en waren zodoende nog tot december 1997 op de radio te horen.

## Het gedicht van Morrison
Iedere uitzending werd besloten met het volgende gedicht, voorgelezen door Morrison:
Soms loop ik te denken wie ik ben,

en waarom ik m'n pappie en mammie niet ken...

Maar dan ga ik slapen, en ik denk aan jou,

en ik weet dat er iemand is die van mij houdt!

## Citaten van Morrison
- Ja, echt waar!
- Nee hoor, das zelf verzonnen
- Ik ga gaten graven! Want overal waar je gaten graaft is hoop!
- Echt waar guppies, echt waar
- Automobilisten zal je voorzichtig zijn? Voor Morrison? En als je bang bent dan hou je maar vast aan de vangrail!
- Het is tinnef, maar ze vreten het!
- Wat ben je toch een stomme guppy!
- Dit is geen muziek, dit is kunst!